# La Fleur des ruines
Pour plus de détails, voir Fiche technique et Distribution.
La Fleur des ruines est un film muet français réalisé par Abel Gance et sorti en 1915.

## Fiche technique
- Titre : La Fleur des ruines
- Réalisation : Abel Gance
- Scénario : Abel Gance
- Chef opérateur : Léonce-Henri Burel
- Production : Louis Nalpas
- Société de production : Le Film d'art
- Pays d'origine :  France
- Date de sortie : 1915

## Distribution
- Louise Colliney
- Georges Raulin
- Aurelio Sidney